# Eupogonius annulicornis
Eupogonius annulicornis là một loài bọ cánh cứng trong họ Cerambycidae.